# Presa di Lepanto (1603)
La presa di Lepanto avvenne all'inizio di maggio del 1603, quando una flotta dell'Ordine di Malta conquistò Lepanto, con 5 galere, 4 vascelli, una tartana e 4 fregate, al comando del piemontese fra Ascanio Cambiano, ammiraglio dell'Ordine. Nella stessa spedizione la vicina fortezza di Patrasso venne assediata e distrutta. Furono liberati 392 schiavi cristiani e presi 16 cannoni, fatti numerosi prigionieri, poi il Cambiano tornò a Malta.